# Allium baytopiorum
Allium baytopiorum е вид растение от семейство Лукови (Amaryllidaceae). Видът е критично застрашен от изчезване.

## Разпространение
Разпространен е в Турция.